# Opisthopsis pictus
Opisthopsis pictus é uma espécie de formiga do gênero Opisthopsis, pertencente à subfamília Formicinae.